# San Martino di Venezze

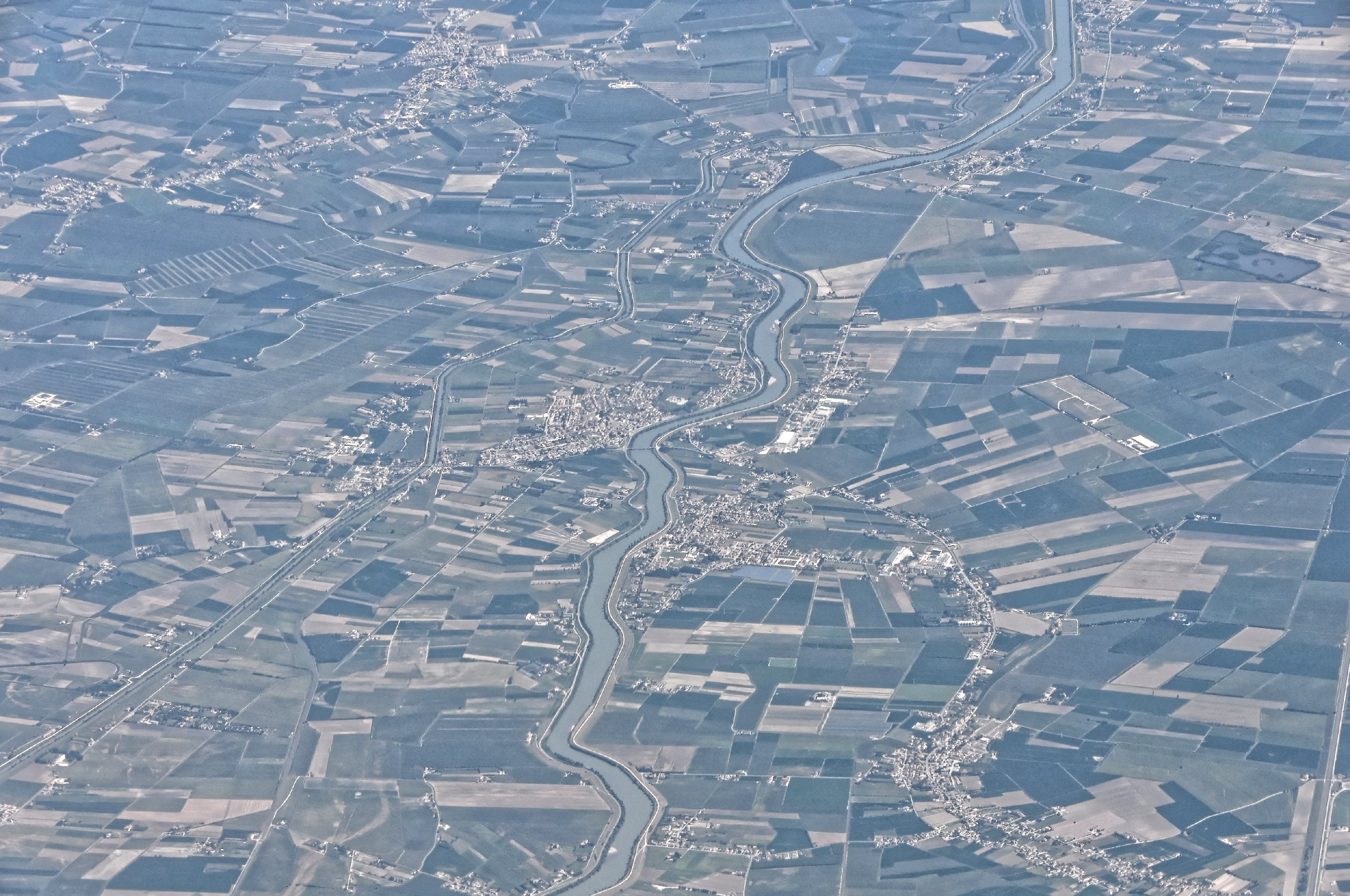
San Martino di Venezze von oben

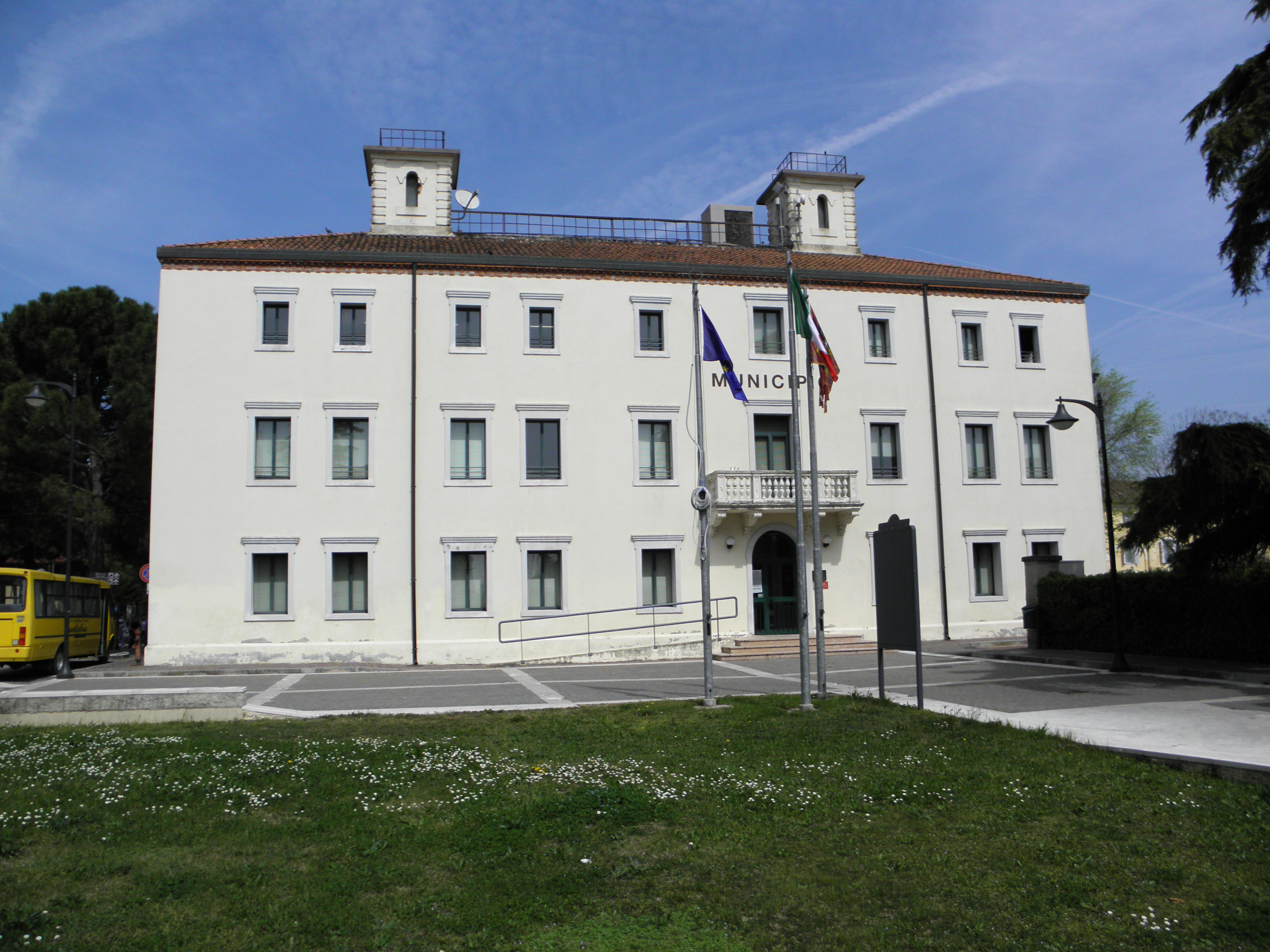
Gemeindeverwaltung von San Martino di Venezze

San Martino di Venezze ist eine nordostitalienische Gemeinde (comune) mit 3732 Einwohnern (Stand 31. Dezember 2023) in der Provinz Rovigo in Venetien. Die Gemeinde liegt etwa 9,5 Kilometer nordöstlich von Rovigo an der Etsch und grenzt unmittelbar an die Provinzen Padua und Venedig.

## Geschichte
Die Gemeinde war bereits in der Zeit der römischen Antike besiedelt.

## Verwaltung

### Bürgermeister nach derVereinigung mit Italien
- 1870–1876 – Stefano Venezze
- 1876–1879 – Carlo Marcassa
- 1879–1880 – Edoardo Guillon
- 1880–1881 – Felice Dall’Ara
- 1881–1889 – Ezio Marcassa
- 1889–1893 – Giovanni Battista Belloni
- 1893–1896 – Alberto Guillon
- 1896–1919 – Giovanni Battista Belloni
- 1919–1921 – Orfeo Traversi
- 1921–1926 – Carlo Marcassa
- 1926–1945 – Antonio Belloni, Podestà
- 1945–1946 – Emanuele Ferrarese mit Alberto Favaron, Präfektur Kommissare
- 1946–1948 – Pietro Traversi
- 1948–1953 – Giovanni Mingotti
- 1953–1960 – Luigi Menarello
- 1960–1975 – Rino Gherardo
- 1975–1983 – Anerzio Bacco
- 1983–1986 – Antonio Volpe
- 1986–1993 – Nettuno Orfaci
- 1993–2001 – Pierpaolo Barison
- 2001–2006 – Tiziano Bonato
- 2006–2011 – Roberto Merlin
- 2011–2021 – Vinicio Piasentini
- seit 2021 im Amt – Elisa Sette

## Persönlichkeiten
- Benito Pigato (* 1944), Radrennfahrer